# 工商功績勳章
工商功績勳章（葡萄牙語：Medalha de Mérito Industrial e Comercial）是澳門勳章、獎章和獎狀制度第二級別的榮譽，用以獎勵在工商業有卓越和傑出表現的人士或實體，又或對工商業發展作出貢獻的人士或實體。

## 授勳名單
2001年
- 林金城
- 梁維特
- 賀一誠

2002年
- 何華添
- 林潤垣
- 馮志強
- 澳門中華總商會

2003年
- 張立群
- 馮嘉鍌
- 黃國勝
- 蕭志偉

2004年
- 賀定一
- 黃志成
- 劉永誠

2005年
- 何桂鈴
- 冼志耀
- 崔煜林
- 蕭婉儀

2006年
- 山度士
- 馬有禮
- 莫均益
- 蕭婉儀

2007年
- 王守基
- 高開賢
- 蘇鈺龍

2008年
- 曾志揮
- 劉藝良
- 黎振強

2009年
- 何富強
- 余健楚
- 吳皆妍
- 徐偉坤
- 梁安琪

2010年
- 王彬成
- 勞灼榮
- 鄧君明
- 中國銀行股份有限公司澳門分行

2011年
- 馬志毅
- 梁蔭沖
- 大西洋銀行股份有限公司

2012年
- 鄭志強
- 何佩芬
- 謝思訓
- 曾旭明

2013年
- 張樂田
- 李子豐
- 司徒荻林

2014年
- 吳在權
- 葉啟明
- 袁松山
- 何敬麟

2015年
- 何慶
- 澳門銀行公會
- 南光（集團）有限公司
- 何榮祥

2016年
- 何玉棠
- 羅德禮繼承有限公司

2017年
- 大豐銀行股份有限公司
- 岐關車路有限公司
- 馮信堅

2018年
- 莫志偉
- 葉紹文
- 黃健中

2019年
- 岑展平
- 呂強光
- 陳維熾
- 澳門國際銀行股份有限公司
- 中國工商銀行（澳門）股份有限公司

2020年
- 澳門中國企業協會
- 澳門餐飲業聯合商會

2021年
- 余成斌
- 胡達忠

2022年
- 中國太平保險（澳門）股份有限公司
- 澳門新福利公共汽車有限公司
- 羅加鴻

2023年
- 張權破痛油中藥廠（澳門）有限公司
- 好利安製藥科學股份有限公司
- 澳門水泥廠有限公司

2024年
- 澳門公共汽車股份有限公司
- 安福化藥廠有限公司
- 博維資訊系統有限公司